# Поджоли, Фердинандо Мария
Фердина́ндо Мари́я Поджо́ли (итал. Ferdinando Maria Poggioli; 15 декабря 1897, Болонья — 2 февраля 1945, Рим) — итальянский кинорежиссёр, сценарист и монтажёр.

## Биография
Родился 15 декабря 1897 в Болонье, в семье Даниеле Поджоли и Чезиры Адани. Был третьим из пяти детей. 
В 1928—1932 годах работал критиком в журнале «Cinematografo». Потом работал помощником режиссёра и монтажёром. В 1936 году дебютировал как режиссёр («Холодное оружие»). Снимал с виду незатейливые комедии, которые тем не менее содержали социальные мотивы, что позволило многим критикам отнести творчество Поджоли к мастерам «сумеречного реализма». Был сценаристом и монтажёром большинства своих фильмов. Покончил с собой.

## Избранная фильмография

### Режиссёр
- 1936 — Холодное оружие / Arma bianca
- 1939 — Богатство без завтрашнего дня / Ricchezza senza domani
- 1940 — Прощай, молодость! / Addio, giovinezza!
- 1941 — Песнь любви / L'amore canta
- 1942 — Слушаюсь, госпожа / Sissignora (по Стено)
- 1942 — Укрощение строптивой / La bisbetica domata (по Шекспиру)
- 1942 — Гражданская смерть / La morte civile
- 1942 — Ревность / Gelosia (по роману Луиджи Капуано «Маркиз Роккавердина»)
- 1943 —  / L'amico delle donne
- 1943 —  / Sogno d'amore
- 1944 — Шляпа священника / Il cappello da prete
- 1944 — Сёстры Матерасси / Sorelle Materassi